# Washington County (Florida)
Washington County is een county in de Amerikaanse staat Florida.
De county heeft een landoppervlakte van 1.502 km² en telt 20.973 inwoners (volkstelling 2000). De hoofdplaats is Chipley.

## Bevolkingsontwikkeling
De hoofdplaats van het district is Chipley (Florida).

## Geschiedenis
Washington County werd opgericht in 1825. Het is vernoemd naar George Washington, de eerste President van de Verenigde Staten.

## Gebieden in het district
Washington County kent onderstaande bestuurlijke indeling:
- Town of Caryville
- City of Chipley
- Town of Ebro
- Sunnyville (niet geïncorporeerd)
- City of Vernon
- Town of Wausau